# Crime de Honra (romance)
Crime de Honra é um romance homoerótico de 2005 da escritora brasileira Cassandra Rios.

## Sinopse
A obra de 2005 de Cassandra Rios apresenta Victor, um homem comum que não se destaca na sociedade. Ele vive uma vida de aparências, apresentando uma masculinidade de forma exagerada e não assume seu amado. 